# یواس‌اس ریند (دی‌دی-۴۰۴)
یواس‌اس ریند (دی‌دی-۴۰۴) (به انگلیسی: USS Rhind (DD-404)) یک کشتی بود که طول آن 341 ft 3 in بود. این کشتی در سال ۱۹۳۸ ساخته شد.